# Ciro do Espírito Santo Cardoso
Cyro do Espírito Santo Cardoso  (Lapa, 24 de agosto de 1898 — Belo Horizonte, 31 de agosto de 1979) foi um militar brasileiro, Ministro da Guerra durante o governo constitucional de Getúlio Vargas.

## Carreira Militar
Filho de Augusto Inácio do Espírito Santo Cardoso e de Ana Fernandes Cardoso, concluiu o curso da Escola Militar do Realengo, em 1918.
Em julho de 1922, instrutor da escola, participou do movimento tenentista, sublevando a escola. Foi preso, condenado a um ano e quatro meses de reclusão. Fato que segurou sua carreira militar até a vitória da Revolução de 1930, com a anistia concedida em novembro de 1930.
Entre 1948 e 1950, comandou a Escola Militar de Resende, sendo transferido, em maio, para Fortaleza, como comandante da 10ª Região Militar.
Durante o governo constitucional de Getúlio Vargas, foi chefe do Gabinete Militar, de 31 de janeiro de 1951 a 31 de março de 1952.
Em seguida, foi ministro da Guerra de 26 de março de 1952 a 23 de fevereiro de 1954. Depois da divulgação do Manifesto dos Coronéis, foi exonerado do cargo.
Além disso, exerceu o cargo de diretor de Ensino do Exército até o final de 1954. Posteriormente, esteve no comando da 4ª Região Militar, em Juiz de Fora até o início de 1956. Retornou-se ao Rio de Janeiro em março de 1956 sendo diretor-geral do Serviço Militar; contudo, em dezembro daquele mesmo ano, tornou-se diretor-geral de Material Bélico, trabalhando nesta função até maio de 1957.
Em seguida, comandou o IV Exército, em Recife, de 10 de junho de 1957 a 23 de março de 1959.
Entre 3 de abril e 7 de agosto de 1959, foi Chefe do Departamento-Geral do Pessoal.
Passou para a reserva em julho de 1959.
Faleceu em Belo Horizonte no dia 31 de agosto de 1979.